# Diaphanidus antennatus
Diaphanidus antennatus là một loài bọ cánh cứng trong họ Tenebrionidae. Loài này được Edmund Reitter miêu tả khoa học đầu tiên năm 1894.